# Světový pohár v biatlonu 2021/2022 – Annecy
4. podnik Světového poháru v biatlonu v sezóně 2021/22 probíhal od 13. do 19. prosince 2021 ve francouzském Annecy. Na programu byly mužské a ženské závody ve sprintech, stíhací závody a závody s hromadným startem.
Závody světového poháru se do tohoto alpského střediska vrátily po dvou letech.

## Program závodů
Oficiální program:
| Datum        | Disciplína                       | Začátek (SEČ) | Počet závodníků |
| ------------ | -------------------------------- | ------------- | --------------- |
| 16. prosince | Sprint (ženy)                    | 14:15         | 105             |
| 17. prosince | Sprint (muži)                    | 14:15         | 110             |
| 18. prosince | Stíhací závod (ženy)             | 13:00         | 55              |
| 18. prosince | Stíhací závod (muži)             | 15:00         | 60              |
| 19. prosince | Závod s hromadným startem (ženy) | 12:45         | 30              |
| 19. prosince | Závod s hromadným startem (muži) | 14:45         | 30              |

## Průběh závodů

### Sprinty
Závod žen se jel za slunečného počasí a mnoho závodnic střílelo bezchybně. V průběžném pořadí se dostala do čela nejdříve Francouzka Anaïs Bescondová. Stíhala ji pak Švédka Elvira Öbergová, která vleže nezasáhla dva terče, ale vstoje byla bezchybná a díky tradičně rychlému běhu se posouvala v průběžném pořadí, za Francouzkou ale zaostala v cíli o necelou vteřinu. Tou dobou však byla na trati Norka Marte Olsbuová Røiselandová, která běžela stejně rychle jako Öbergová, ale střílela bezchybně, a tak dojela do cíle o čtvrt minuty první před Francouzku. Jako první závodnice bez ohledu na pohlaví tak v probíhajícím ročníku vyhrála třetí individuální závod.
Z českých reprezentantek skončila nejlépe Jessica Jislová, která udělala jednu chybu při druhé střelecké položce, ale běžela rychle a dojela na 15. pozici. Tímto umístěním vyrovnala své maximum v závodech světového poháru z ledna 2018 z Anterselvy. Body v hodnocení světového poháru získala 37. pozicí i Lucie Charvátová, která vstoje chybovala dvakrát. Tereza Voborníková dosáhla svého nejlepšího výsledku, když s jednou chybou vstoje dojela padesátá. Evě Puskarčíkové se nevydařil závod běžecky, naopak Markétě Davidové se třemi chybami střelecky: skončily na 61. a 62. místě a do stíhacího závodu nepostoupily.
Také během závodu mužů svítilo slunce, ale biatlonisté stříleli o poznání hůře. Na první místo v cíli se nejdříve dostal nejlepší z ruských reprezentantů v tomto ročníku světového poháru, čistě střílející Eduard Latypov. Brzy po něm startoval Nor Johannes Thingnes Bø, který byl na všech mezičasech nejlepší, střílel také bezchybně a poprvé v této sezóně zvítězil. Přerušil tak šňůru sedmnácti individuálních závodů bez výhry, když triufmoval poprvé od lednového sprintu v Anterselvě. Jednalo se o jeho nejdelší takovou sérii bez vítězství. Na třetím místě se střídalo několik závodníků, až jej obsadil mladý Nor a úřadující vítěz IBU Cupu Filip Fjeld Andersen. Švéd Sebastian Samuelsson, který závodil v žluto-červeno-modrém dresu pro nejlepšího závodníka světového poháru, vedoucího disciplíny sprintu, resp. nejlepšího závodníka do 25 let, po jedné chybě na střelnici skončil devátý. 
Z českých reprezentantů nedosáhl žádný z nich na body do hodnocení světovém poháru a pouze Michal Krčmář postoupil z 48. místa do sobotního stíhacího závodu. Udělal celkem tři chyby na střelnici. „Nevím, co k tomu mám říct, jsem hodně naštvanej. Nechci se shazovat v emocích, ale dnešní výkon byl opravdu špatný a stydím se za něj,“ kritizoval se po závodě.
Ostatní čeští biatlonisté udělali také více chyb: Mikuláš Karlík dojel na 63., Jakub Štvrtecký na 65. a Adam Václavík na 82. místě. Milan Žemlička zvládl obě střelecké položky čistě, ale běžel pomalu a skončil na 71. pozici.

### Stíhací závody
Do závodu nenastoupila obhájkyně celkového vítězství Norka Tiril Eckhoffová, která zároveň oznámila závodní pauzu minimálně do prvního povánočního podniku. V čele se až do třetího kola udržovala vítězka sprintu Norka Marte Olsbuová Røiselandová, i když se krátce ve vedení vystřídala se Švédkou Hannou Öbergovou. Při třetí střelbě však obě chybovaly a na první místo se dostala Elvira Öbergová, která si získala malý náskok, který i přes jednu chybu při poslední střelecké položce udržela až do cíle a poprvé v kariéře zvítězila v závodě světového poháru. Ve věku 22 let a 301 dní se stala nejmladší vítězkou závodu na této úrovni od vítězství její sestry v olympijském vytrvalostním závodě. Za Švédkou jela domácí Julia Simonová, která si udržovala náskok před zbytkem závodnic a obsadila druhé místo. Simonovou dojížděla čtveřice závodnic, z níž se oddělila Røiselandová následovaná Hannou Öbergovou. Před cílem pak Öbergová předjela Norku a dojela na třetím místě. Pouze dvě závodnice dokončily závod bez střelecké chyby – Japonka Fujuko Tačizakiová a Číňanka Čchu Jüan-meng. Vůbec největší posun zaznamenala Ivona Fialková, která se startovním číslem 44 dokončila závod na 16. pozici. Naopak nejhorší propad pořadím představoval výsledek Finky Mari Ederové, která z 9. místa spadla až na konec čtvrté desítky.
Z českých závodnic se Jessica Jislová udržovala stále na začátku druhé desítky. V závodě udělala celkem dvě střelecké chyby a do cíle dojela dvanáctá, čímž překonala svá kariérní maxima. Lucie Charvátová si zpočátku zlepšovala svoji pozici, ale při poslední střelbě zasáhla jen jeden terč z pěti a závod dokončila na 44. pozici s celkovým počtem sedmi trestných kol – nejvíce ze všech závodnic. Tereza Voborníková udělala tři chyby a pomalu běžela. Přesto se oproti sprintu zlepšila a dosáhla svého nejlepšího výsledku ve světovém poháru – 46. místa.
V mužském závodu vedl vítěz sprintu Nor Johannes Thingnes Bø jen do první střelby, kdy udělal dvě chyby. Do čela se dostal Rus Eduard Latypov, ke kterému se po druhé střelbě připojili domácí závodníci Émilien Jacquelin a Quentin Fillon Maillet. Latypov a Jacquelin však na třetí střelecké zastávce chybovali, zatímco Fillon Maillet zastřílel i další položky čistě a s přehledem zvítězil. S Latypovem se od třetí střelby držel ve skupině další bezchybný závodník Nor Vetle Sjåstad Christiansen. Latypov mu v posledním kole odjel, ale Christiansen jej před cílem dostihl a oba v cílové rovině sprintovali vedle sebe. Rus byl o 0,1 vteřiny rychlejší a obsadil tak stejně jako ve sprintu druhé místo. Sebastian Samuelsson jako vedoucí závodník světového poháru skončil vinou čtyř trestných kol mimo první desítku a ztratil tak žlutý trikot, do kterého se poprvé dostal vítězný Fillon Maillet. Nejlepší zlepšení oproti sprintu zaznamenal norský závodník Sivert Guttorm Bakken, který se posunul o 29 míst a skončil dvacátý. Korejec Timofej Lapšin se naopak nejvíce propadl – se startovním číslem deset po sedmi nesestřelených terčích dojel padesátý.
Jediný český účastník stíhacího závodu Michal Krčmář udělal při střelbách dvě chyby, díky současnému zaváhání soupeřů se však postupně probojovával dopředu. V cíli skončil třicátý, čímž vylepšil svoji startovní pozici o 18 míst.

### Závody s hromadným startem
Po první střelecké položce se udržovala v čele 19členná skupina bezchybně střílejících biatlonistek včetně obou českých reprezentantek, Markéty Davidové a Jessicy Jislové, která jela závod s hromadným startem poprvé v kariéře. Při druhé střelbě však Davidová nezasáhla jeden terč, zatímco Jislová byla bezchybná, a tak odjížděla na 9. místě, zatímco se včela udržovaly domácí závodnice Julia Simonová a Anaïs Chevalierová-Bouchetová s Ruskou Kristinou Rezcovovou. Davidová na trati zrychlovala, předjela několik soupeřek, ale při třetí střelbě opět chybovala, stejně jako většina závodnic v čele pořadí. Do vedení se tak dostala Italka Dorothea Wiererová s malým náskokem před rakouskou závodnicí Lisou Hauserovou, následované Francouzkami. Při poslední střelbě všechny opět chybovaly. Bez chyby zastřílela – stejně jako na předchozích položkách – Jislová, která odjížděla ze střelnice na prvním místě s minimálním náskokem na Elvirou Öbergovou. Ta ji předjela již před prvním mezičasem a vypracovala si větší náskok, díky němuž i  podruhé za sebou zvítězila. Jislovou brzy dojely i další tři závodnice, ale česká biatlonistka se jich udržela. V cíli však už zrychlit nedokázala a obsadila tak páté místo, necelou vteřinu za Wiererovou. Přesto šlo o její dosud nejlepší výsledek v závodech světového poháru. „Musím říct, že se mi jelo strašně, proto jsem se snažila co nejvíc pomoct střelbou a to vyšlo úplně skvěle. Jsem šťastná. Super, prostě,“ prožívala to po závodě.Na druhém místě dojela Francouzka Julia Simonová a třetí skončila Ruska Kristina Rezcovová. Markéta Davidová při poslední střelbě nechybovala, běžela rychle i v posledním kole a dojela na osmé pozici.
Závod mužů měl oproti předcházejícímu jednoznačný průběh. Před druhou střelbou se dostal do čela Francouz Émilien Jacquelin, který v každém kole po odjezdu ze střelnice zrychloval i přes jednu chybu při třetí střelecké položce se stále držel v čele a nakonec zvítězil. Vyhrál tak svůj třetí závod ve světovém poháru, ale první mimo mistrovství světa. Dlouho jezdil za ním s malým odstupem jediný bezchybný střelec závodu Rakušan Felix Leitner, který však v posledním kole ztrácel a do cíle dojel nakonec čtvrtý. Předjel jej další Francouz Quentin Fillon Maillet, který druhým místem v kombinaci s vítězstvím Jacquelina přišel o žlutý trikot právě ve prospěch svého krajan. V posledních dvou kolech se zlepšoval také obhájce vítězství této disciplíny Nor Tarjei Bø, který se Fillonu Mailletovi přibližoval, ale už jej nepředjel a skončil třetí. Žádný z českých reprezentantů se do závodu s hromadným startem neprobojoval.

## Umístění na stupních vítězů

### Muži
| Disciplína                        | První místo            | Výkon             | Druhé místo            | Výkon             | Třetí místo                | Výkon             |
| Sprint (10 km)                    | Johannes Thingnes Bø   | 23:30,3 (0+0)     | Eduard Latypov         | 23:37,5 (0+0)     | Filip Fjeld Andersen       | 23:48,5 (0+0)     |
| Stíhací závod (12,5 km)           | Quentin Fillon Maillet | 30:58,3 (0+0+0+0) | Eduard Latypov         | 31:14,4 (0+1+1+0) | Vetle Sjåstad Christiansen | 31:14,5 (0+0+0+0) |
| Závod s hromadným startem (15 km) | Émilien Jacquelin      | 35:54,8 (0+0+1+0) | Quentin Fillon Maillet | 35:58,3 (1+1+0+0) | Tarjei Bø                  | 36:05,1 (0+0+1+0) |

### Ženy
| Disciplína                          | První místo        | Výkon             | Druhé místo      | Výkon             | Třetí místo        | Výkon             |
| Sprint (7,5 km)                     | Marte Røiselandová | 20:22,0 (0+0)     | Anaïs Bescondová | 20:37,4 (0+0)     | Elvira Öbergová    | 20:38,1 (2+0)     |
| Stíhací závod (10 km)               | Elvira Öbergová    | 29:27,0 (1+0+0+1) | Julia Simonová   | 29:31,2 (0+0+0+1) | Hanna Öbergová     | 29:38,6 (0+0+2+0) |
| Závod s hromadným startem (12,5 km) | Elvira Öbergová    | 35:21,7 (1+1+0+0) | Julia Simonová   | 35:32,4 (0+0+1+1) | Kristina Rezcovová | 35:33,8 (0+0+1+1) |

## Pořadí zemí
| Pořadí | Země    | 1. místo | 2. místo | 3. místo | Celkově |
| ------ | ------- | -------- | -------- | -------- | ------- |
| 1.     | Francie | 2        | 4        | 0        | 6       |
| 2.     | Norsko  | 2        | 0        | 3        | 5       |
| 3.     | Švédsko | 2        | 0        | 2        | 4       |
| 4.     | Rusko   | 0        | 2        | 1        | 3       |
|        | Celkem  | 6        | 6        | 6        | 18      |